# Бекетов, Андрей Николаевич (ботаник)
Андре́й Никола́евич Беке́тов (26 ноября [8 декабря] 1825, Алферьевка, Саратовская губерния — 1 [14] июля 1902, Шахматово, Московская губерния) — русский ботаник (морфолог, систематик, ботаник-географ), педагог, организатор и популяризатор науки, общественный деятель. Основоположник географии растительности в России. Заслуженный профессор, ординарный профессор и ректор Императорского Санкт-Петербургского университета. Член-корреспондент (1891) и почётный член (1895) Петербургской академии наук. Тайный советник (1879).
Старший брат химика Н. Н. Бекетова. Муж переводчицы Елизаветы Бекетовой. Отец поэтессы, писательницы и переводчицы Е. А. Красновой, поэтессы и переводчицы М. А. Бекетовой, переводчицы А. А. Кублицкой-Пиоттух. Дед поэта А. А. Блока.

## Биография
Андрей Бекетов родился 26 ноября (8 декабря) 1825 года в семье морского офицера. Дворянский род Бекетовых ведёт своё начало от тюрков-ордынцев.[значимость факта?]
После окончания Первой петербургской гимназии поступил в Императорский Санкт-Петербургский университет на факультет восточных языков.
В 1842 году после второго курса ушёл юнкером в лейб-гвардии егерский полк, однако вскоре оставил военную службу и поступил (1845) вольнослушателем на физико-математический факультет Казанского университета (естественное отделение), который окончил в 1849 году.
В конце зимы — начале весны 1846 года А. Н. Бекетов вместе со своими братьями Алексеем и Николаем организовал литературно-философский кружок, который посещали поэт А. Н. Майков, критик В. Н. Майков, Ф. М. Достоевский, А. Н. Плещеев, врач С. Д. Яновский, Д. В. Григорович и др. С осени 1846 до февраля 1847 года некоторые участники этого кружка жили на одной квартире в складчину, составив «ассоциацию», которая распалась после отъезда Бекетова в Казань.
После завершения университетского обучения в течение трёх лет он преподавал естествознание в 1-й Тифлисской гимназии, одновременно изучая и описывая флору Закавказья, и в 1853 году в Петербурге получил степень магистра-ботаника.
С 1849 по 1853 год совершал научные экспедиции в Грузию и др.
Успешная защита в 1858 году в Москве докторской диссертации «О морфологических отношениях листовых частей между собою и со стеблем» позволила Бекетову в следующем, 1858 году возглавить кафедру ботаники в Харьковском университете. Готовился в профессора в Гейдельбергском университете в Германии, где подружился с И. М. Сеченовым, Д. И. Менделеевым, А. П. Бородиным.
С 1861 по 1897 год работал в Петербургском университете (экстраординарный профессор по кафедре ботаники, заведующий кафедрой ботаники с 1863 года). В 1867—1876 годах — декан физико-математического факультета, с 1876 по 1883 год — ректор университета. Своей долговременной профессорской деятельностью Бекетов содействовал появлению целого ряда русских учёных-ботаников, из которых многие потом заняли университетские кафедры. «Его лекции, которые пришлось слушать нам в самом начале 1880-х годов, в 1881—1882, давали нам много — частью благодаря их резкому отличию от гимназического преподавания, частью потому, что в них чувствовалась самостоятельная научная мысль», — вспоминал благодарный ученик.
По инициативе Бекетова при университете был устроен ботанический сад, своим развитием много обязанный его трудам и заботам.
Инициатор создания Высших женских курсов в Санкт-Петербурге, которые с самого возникновения были предметом непрерывных забот и попечений Андрея Николаевича в качестве председателя комитета по организации этих курсов. Он руководил ими вплоть до преобразования их в 1889 году. Был сторонником получения образования женщинами.
В 1861—1863 годах Бекетов редактировал «Вестник Императорского Русского географического общества». Был секретарём Вольного экономического общества и редактором его «Трудов», а с 1891 года — вице-президентом.
Совместно с Х. Я. Гоби Бекетов организовал издание первого русского чисто ботанического журнала «Ботанические записки» (Scripta Botanica). С 1892 по 1897 год состоял редактором отдела биологических наук в «Энциклопедическом словаре Брокгауза и Ефрона».
Бекетов принимал также весьма деятельное участие в работе съездов русских естествоиспытателей и врачей, на которых не раз избирался в председатели. Он один из учредителей Санкт-Петербургского общества естествоиспытателей и редактор (1870—1880) его «Трудов», в 1881—1900 гг. — его президент.
По воспоминаниям В. И. Вернадского, «А. Н. Бекетов <…> был живым, культурным общественным деятелем. <…> Высшие женские курсы, университет, Вольное Экономическое и другие учёные общества, широкая популяризация естествознания, постоянное общение с молодёжью брали большую часть его времени в течение всех лет его профессуры. Однако никогда при этом А. Н. Бекетов не бросал научных занятий, он был всю жизнь всецело предан науке».
Бекетов как ботаник сложился ещё до работ Дарвина; при этом его мысль независимо работала в областях, смежных с теми, которые стали господствующими после 1859 года, и к охватившему науку эволюционному учению он отнёсся «как самостоятельно мысливший в том же направлении последователь. Он подходил к эволюционному учению до Дарвина и независимо от него и навсегда сумел сохранить к нему критическое отношение человека, самостоятельно обрабатывавшего окружающие явления под другим, независимым от ставшего вскоре господствующим научного мировоззрения, близким к нему углом зрения. Это чувствовалось и в его беседах, в его статьях и в его лекциях. Я помню, что для нас наряду с тем новым миром, какой открывался на его лекциях о жизни растений, закрытым нам раньше школьным учением, эти лекции были дороги тем, что они пытались связывать конкретные факты точного знания с цельным и своеобразным философским мировоззрением».
Конец жизни А. Н. Бекетова был тяжёлым. После перенесённого инсульта в 1897 году он был парализован и в течение пяти лет находился в беспомощном состоянии, прикованный к креслу и лишённый речи.
Скончался А. Н. Бекетов 1 (14) июля 1902 года и был похоронен на Смоленском православном кладбище. В 1944 году его прах одновременно с прахом жены был перезахоронен на Литераторских мостках.

## Семья
В 1854 году А. Н. Бекетов женился на переводчице Елизавете Григорьевне Карелиной, дочери исследователя Средней Азии Г. С. Карелина. В браке родились четыре дочери:
- Екатерина (в замужестве Краснова; 1855—1892) — поэтесса, писательница и переводчица;
- Софья (в замужестве Кублицкая-Пиоттух, 1857—1919);
- Александра (по первому мужу Блок, по второму — Кублицкая-Пиоттух; 1860—1923) — писательница и переводчица;
- Мария (1862—1938) — писательница и переводчица.

## Адреса в Санкт-Петербурге
- 1876 — октябрь 1883 гг. — ректорский флигель Санкт-Петербургского Императорского университета — Университетская набережная, 9.
- Октябрь 1883—1885 гг. — доходный дом — Пантелеймоновская улица, 4.
- В начале 1900-х годов — Большая Монетная улица, 16.

## Память
- В честь Андрея Николаевича и его брата Николая Николаевича в 2017 году в Санкт-Петербурге назвали улицу на Васильевском острове.
- В честь А. Н. Бекетова названа гора в Антарктиде (гора Бекетова, горы Принс-Чарльз, 71°12′ ю. ш., 66°04′ в. д., нанесена на карту Советской Антарктической экспедицией в 1972—1973)[10].
- В честь А. Н. Бекетова названа улица в Нижнем Новгороде.

## Вклад в науку
Выдвинул представление о «биологических комплексах» как группах растений, распространяющихся под воздействием суммы внешних условий, к которым тот или иной вид растения приспособился в процессе своего исторического развития.
Установил самостоятельный зональный подтип растительности «предстепь» (то есть лесостепь).
Различал ботанический и географический аспекты геоботаники.
Разрабатывал многие вопросы экологической географии растений: экологический викариат, влияние света на образование жизненных форм растений и др.
Автор первого в России полного систематического учебника ботаники и учебника по географии растений (1896).
Перевёл на русский язык многие классические ботанические работы (А. Декандоля, А. Гризебаха, Шлейдена, Хаксли, Любена, де Бари, Егера, Россмеслера (нем.)).
Основываясь на монографии Декандоля-сына, наряду с 12 важнейшими флористическими областями земного шара установил 8 широтно-зональных поясов (6 — основных и 2 — переходных):
- полярный пояс, от полюса до 72° с. ш.;
- арктический пояс, от 72° до 66°30′ с. ш.;
- подарктический пояс, от 66°30′ до 58° с. ш.;
- умеренно холодный пояс, от 58° до 45° с. ш.;
- умеренно тёплый пояс, от 45° до 34° с. ш.;
- подтропический пояс, от 34° до 23°30′ с. ш.;
- тропический пояс, от 23°30′ до 13° с. ш.;
- экваториальный пояс, от 15° с. ш. до 15° ю. ш.

Основатель научной школы, «дорогой и любимый учитель» К. А. Тимирязева. Автор многих научно-популярных публикаций, в том числе для юношества и детей.

## Основные работы
- География растений // Вестник Императорского Русского географического общества. 1856. Ч. 16: Ст. первая и вторая. С. 45-92, 161—208 ; ч. 17: Ст. третья; Ст. четвёртая и последняя. С. 121—166, 184—221. — Опубликовано анонимно, авторство установил Липшиц[15], 1947; 1 часть — представляет собой конспективное изложение работы Альфонса Декандоля[16]; 2 часть — вполне оригинальна.
- Бекетов А. Н. Гармония в природе // Русский вестник. 1860. Т. 30, ноябрь-декабрь. С. 197—242, 534—558.
- Бекетов А. Н. Беседы о земле и тварях. — СПб.: 1864—1879.
- Бекетов А. Н. Есть ли причины предполагать, что формы растений приспособлены к свету? // Натуралист. 1865. № 14. С. 265—267; № 15. С. 286—290; № 16. С. 295—298.
- Бекетов А. Н. О влиянии климата на возрастание сосны и ели // Труды 1-го съезда естествоиспытателей в Петербурге. Отделение ботаники. 1868. С. 111—163.
- Бекетов А. Н. Из жизни природы и людей. 1870.
- Бекетов А. Н. Учебник ботаники. — СПб.: 1882—1885. 2 изд., 1897.
- Бекетов А. Н. Фитогеографический очерк Европейской России: доп. к 5-му тому 2-го выпуска // Реклю Э. Земля и люди: Всеобщая география. Т. 5: Россия Европейская и Азиатская. СПб.: Типография товарищества «Общественная польза», 1884. С. 47-65.
- Бекетов А. Н. Об архангельской флоре.
- Бекетов А. Н. Беседы о зверях. 1885.
- Бекетов А. Н. Об акклиматизации растений // Труды вольного экономического общества. 1886. Т. 1. С. 30-40.
- Бекетов А. Н. Главнейшие съедобные и вредные грибы. 1889.
- Бекетов А. Н. Курс ботаники. Морфология, систематика и географическое распределение семейств. — СПб.: 1889.
- Бекетов А. Н. География растений: Очерк учения о распространении и распределении растительности на земной поверхности с особым прибавлением о Европейской России. — СПб.: Типография В. Демакова, 1896.